# 太田善麿
太田 善麿（おおた よしまろ、1918年7月13日 - 1997年1月31日）は、日本の国文学者。東京学芸大学名誉教授。上代文学・近世国学が専門。

## 生涯
東京府出身。東京帝国大学文学部国文科卒。東京学芸大学助教授、1966年同教授、1973年同学長。1982年定年退官、同名誉教授、上智大学教授。
「古代日本文学思潮論」により1967年日本学士院賞受賞。妻の父は辻善之助。

## 著書
- 『古代日本文学思潮論 第1篇 (発祥史の考察)』桜楓社出版 1961
- 『古代日本文学思潮論 第2篇 (古事記の考察)』桜楓社出版 1962
- 『古代日本文学思潮論 第3篇 (日本書紀の考察)』桜楓社出版 1962
- 『古代日本文学思潮論 第4編 (古代詩歌の考察)』桜楓社 1966
- 『塙保己一』吉川弘文館 人物叢書 1966
- 『古事記物語』社会思想社 現代教養文庫 1971
- 『論考「記紀」』群書 1981
- 『上代文学古典論』おうふう 1999

### 共編著
- 『女性のための国文学』編、光文書院、1965
- 『思老教育の基本と課題』松島鈞共編 群書 1991
- 『国文学』岡田鯱彦ほか共編 おうふう 1993
- 村上専精『佛教統一論 新編』新校監修 群書 1997

### 訳・注釈
- 『古典日本文学全集 第34 本居宣長集』「あしわけおぶね」「玉くしげ」「秘本玉くしげ」筑摩書房 1960
- 『古事記　日本古典全書』全2巻、神田秀夫共校註 朝日新聞社 1962-63
- 『日本の古典 1 古事記』古事記伝・本居宣長訳 河出書房新社 1972
- 『神道大系 論説編 24 復古神道 2 賀茂真淵』校注 神道大系編纂会 1988

### 記念論文集
- 『太田善麿先生退官記念文集』太田善麿先生退官記念文集刊行会 1980
- 『国語国文学論叢 太田善麿先生古稀記念』群書 1988
- 『古事記・日本書紀論叢 太田善麿先生追悼論文集』群書 1999

## 論文
- <太田善麿